# 半数抑制浓度

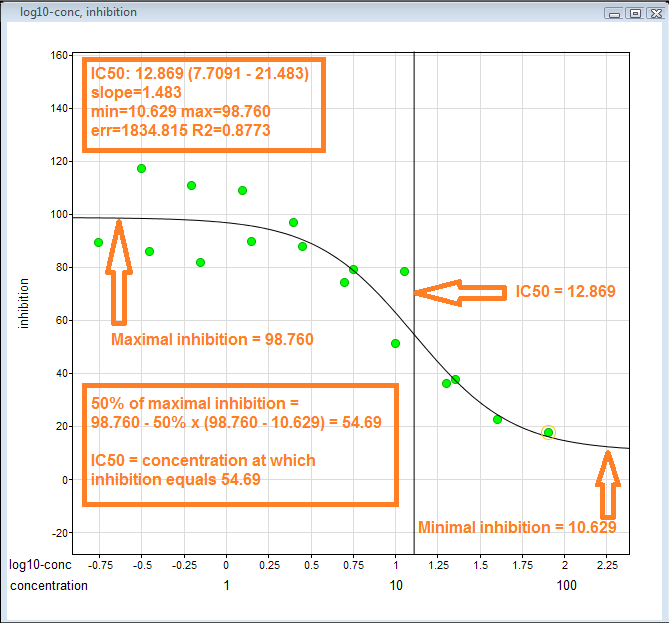
推导IC_{50}值：纵轴排列数据抑制，横轴排列log（浓度）；然后确定最大和最小抑制；IC_{50}就是曲线通过50%抑制水平时的浓度。

半数抑制浓度（IC50）是物质抑制特定生物或生化功能的效力的量度。 IC50是一种定量测量，表明需要多少特定的抑制物质（例如药物）才能体外抑制50%给定生物过程或生物成分。生物成分可以是酶、细胞、细胞受体或微生物。 IC50值通常表示为摩尔浓度。
IC50通常用作药理学研究中拮抗剂药物效力的量度。 IC50与其他效力测量值相当，例如兴奋性药物的EC50 。 EC50表示体内获得50％最大效果所需的剂量或血浆浓度。 
IC50可以通过功能测定或竞争结合测定确定。
有时，IC50值会转换为pIC50标度。
{\displaystyle {\ce {pIC_{50}}}=-\log _{10}{\ce {(IC_{50})}}}
由于负号，pIC50值越高表明抑制剂的效力呈指数级增长。pIC50通常以摩尔浓度（mol/L或M）给出，因此IC50也以 M 为单位。
IC50术语也用于一些体内行为测量，例如两瓶液体消耗测试。当动物减少含有药物的水瓶的消耗量时，导致消耗量减少50%的药物浓度被认为是该药物的液体消耗量的IC50 。

## 功能性拮抗剂测定
药物的IC50可通过构建剂量反应曲线並檢查不同濃度的拮抗劑對逆轉激動劑活性的影響來確定。通過確定抑制激動劑最大生物反應一半所需的濃度，可以計算給定拮抗劑的IC50值。IC50值可用于比较两种拮抗剂的效力。
IC50值很大程度上取決於測量條件。一般來說，較高濃度的抑製劑會導致激動劑活性降低。IC50值隨著激動劑濃度的增加而增加。此外，根據抑制的類型，其他因素也可能影響IC50值；对于ATP依赖性酶，IC50值与ATP浓度具有相互依赖性，特别是在抑制是竞争性的情况下。

## IC50和亲和力

### 竞争结合分析
在这种类型的测定中，每个测定管中使用单一浓度的放射性配体（通常是激动剂）。配体以低浓度使用，通常等于或低于其Kd值。然後在存在一定濃度的其他競爭性非放射性化合物（通常是拮抗劑）的情況下測定放射性配體的特異性結合水平，以測量它們競爭結合放射性配體的效力。競爭曲線也可以通過計算機擬合到邏輯函數，如直接擬合中所述。
在这种情况下，IC50是竞争配体的浓度，其取代放射性配体的50％的特异性结合。使用由Yung-Chi Cheng和William Prusoff制定的Cheng-Prusoff方程将IC50值转换成绝对抑制常数Ki (参见Ki )。

### 程普鲁索夫方程
IC50不是亲和力的直接指标，尽管至少对于竞争性激动剂和拮抗剂，两者可以通过Cheng-Prusoff 方程关联起来。对于酶促反应，该方程为：
{\displaystyle K_{i}={\frac {{\ce {IC50}}}{1+{\frac {[S]}{K_{m}}}}}}
其中 Ki是抑制剂的结合亲和力，IC50是抑制剂的功能强度，[S] 是固定底物浓度，Km是米氏常数，即酶活性达到最大一半时的底物浓度（但为经常与酶的底物亲和力相混淆，但事实并非如此）。
或者，对于细胞受体的抑制常数： 
{\displaystyle K_{i}={\frac {{\ce {IC50}}}{{\frac {[A]}{{\ce {EC50}}}}+1}}}
其中[A]是激动剂的固定浓度，EC50是导致受体最大激活一半的激动剂浓度。尽管化合物的IC50值可能因实验条件（例如底物和酶浓度）而异，但Ki是绝对值。 Ki是药物的抑制常数；竞争测定中竞争配体的浓度，如果不存在配体，则竞争配体将占据受体的50%。

## 相关
- 治疗指数
- EC50 （半最大有效浓度）
- LD50 （半数致死剂量）
- Ki （平衡常数）